# Francisco Soto de Langa

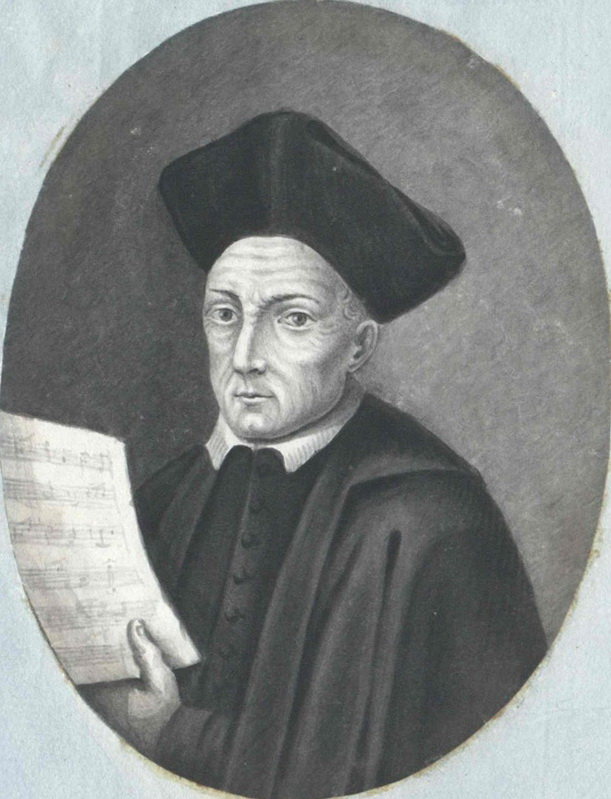
Francisco Soto de Langa

Francisco Soto de Langa (Langa, 1534 – Roma, 25 settembre 1619) è stato un cantore, compositore, presbitero ed editore musicale spagnolo.

## Biografia
Francisco Soto nacque a Langa, nella provincia spagnola di Soria, intorno al 1534. Fu forse fanciullo cantore nella cattedrale di Burgo de Osma, diocesi della sua città d'origine; secondo Andrea Adami da Bolsena, l'8 giugno 1562 entrò come soprano nella cappella pontificia. Fu presumibilmente il primo cantore castrato a essere assunto in quella istituzione, dove rimase sino al 1611, quando si ritirò dopo aver servito per cinque anni anche come maestro.
Nel 1566 lavorò per l'Oratorio di S. Filippo Neri, aderendo formalmente nel 1571 alla congregazione da lui fondata. Al Neri, Francisco Soto rimase legato da profonda amicizia, componendo numerose laudi, genere che fu particolarmente coltivato negli oratori filippini.
Soto fu successivamente coinvolto nelle trattative per la fondazione della Compagnia dei musici di Roma, a cui, invece, gli altri cantori papali non vollero aderire. Nel 1575 fu ordinato sacerdote.
Negli anni 1566 e 1567, fu al servizio della chiesa di S. Giacomo degli Spagnoli e dal 1582 divenne membro della Confraternita della Resurrezione, con sede accanto alla chiesa di S. Giacomo. Rimarrà al servizio della Confraternita sino alla morte, svolgendo incarichi musicali di responsabilità, come, ad esempio, quelli tenuti in occasione della nascita di una figlia di Filippo III di Spagna.
Soto ebbe fama di insuperabile cantore; ancora nel 1640 fu elogiato come tale da Pietro della Valle nel suo Discorso. Il ricordo di Soto all'Oratorio filippino, dove eseguiva le laudi spirituali appositamente scritte per lui da Giovanni Animuccia, è rimasto a lungo nella memoria.
Eresse il primo convento romano delle Monache Carmelitane Scalze, presso cui vigeva la regola di S. Teresa, sua compatriota morta pochi anni prima.
La produzione compositiva di Soto fu edita in parte da lui stesso e comparve su varie antologie, ma è tuttora difficile stabilire con certezza il numero complessivo delle musiche di cui fu effettivamente autore.

## Opere
- 23 laude spirituali

Sue composizioni sono presenti inoltre in:
- Il terzo libro delle laudi spirituali [attribuito a Soto]
- Il secondo libro delle laude spirituali [attribuito a Soto]
- Il terzo libro delle laudi spirituali
- Il quarto libro delle laudi
- Il quinto libro delle laudi spirituali